# Kaltanj
Kaltanj – wieś położona w południowo-wschodniej części Albanii w gminie Çlirim. Wieś znajduje się 116 kilometrów od stolicy państwa, Tirany.